# Philippe de Gentil de Langallerie
Philippe de Gentil, marquis de Langallerie, premier baron de Saintonge, né à Lyon le 24 septembre 1661 et mort le 18 septembre 1717 à Vienne est un militaire français.

## Biographie
Langallerie se consacra aux armes dès sa jeunesse et fit trente-deux campagnes au service de France. Il donna de grandes preuves de valeur et parvint au grade de lieutenant-général en 1704. Son caractère difficile et son excessive ambition lui suscitèrent des discussions désagréables et indisposa le ministère contre lui. Langallerie en prit acte en abandonnant tout à coup le service de France pour à passer à celui de l’empereur. Jugé dans son pays comme déserteur, il fut condamné à être pendu.
Ayant obtenu, dans l’armée de l’Empereur, l’emploi de général de la cavalerie, il y donna des preuves d’une grande valeur, mais ne le garda pas longtemps, après s’être attiré la disgrâce du prince Eugène qu’il avait accompagné au siège du Turin, et sous lequel il avait fait les deux campagnes suivantes, pour s’être plaint que le prince ne faisait pas assez de cas de ses avis et qu’il lui enlevait la plus grande partie de la gloire qu’il avait méritée. Ayant quitté l’empereur, il passa en Pologne, où il fut fait général de la cavalerie lituanienne, et ne fut pas plus tranquille.
En 1714, il embrassa le calvinisme dans l’espérance de trouver plus facilement de l’emploi chez les princes protestants. Après diverses courses à Francfort, à Berlin, à Hambourg, à Brème, à Cassel, il partit pour les Pays-Bas, où il se lia très étroitement avec l’aga turc, ambassadeur à La Haye, qui conclut avec lui un traité, dont les articles n’ont jamais été bien sus, mais dont on croit en général qu’il s’agissait de commander les troupes du Grand-Turc dans une descente en Italie. C’était l’effet des intrigues du cardinal Alberoni, qui s’était ligué avec les Ottomans pour donner de l’occupation à l’empereur, et réaliser son vaste et chimérique projet.
Alors que le marquis passait à Hambourg pour faire armer des vaisseaux, l’empereur le fit arrêter à Stade en 1716. On le conduisit à Vienne, puis au château de Raab ou Javarin en Hongrie, où il mourut de chagrin en 1717.
Des Mémoires du marquis de Langallerie, Histoire écrite par lui-même dans sa prison à Vienne, ont paru, en 1743, à La Haye, in-12. Cette prétendue histoire n’est qu’un roman qu’on a voulu débiter à la faveur d’un nom connu : tout, noms, faits, dates, en démontre la fausseté.
On prétend également que le marquis de Langallerie avait formé le projet de rassembler les restes de la nation hébraïque dans les iles de l’Archipel.